# 多門靖容
多門 靖容（たもん やすのり、1961年 - ）は、日本の言語学者。愛知学院大学文学部日本文化学科教授。文学博士。専攻は日本語学（表現論、発話・談話論）。日本の言語文化や日本人の行動形態に即しながら、「意味」に関わる諸現象に関心を寄せている。名古屋大学大学院文学研究科国語国文学専攻博士課程満期退学。静岡県富士市生まれ。

## 著書
- 『比喩論』（単著）（風間書房、2014年）
- 『比喩表現論』（単著）（風間書房、2006年）
- 『ケーススタディ日本語の表現』（共著）（おうふう、2005年）